# Vampire Hunter D
Vampire Hunter D (jap. 吸血鬼ハンターD Banpaia hantā D) – japońska seria powieści fantastycznych autorstwa Hideyukiego Kikuchi opowiadająca o losach półwampira imieniem D. Pierwsza powieść została opublikowana w 1983 roku i doczekała się kilkudziesięciu kontynuacji. 
Na podstawie powieści wydano także szereg adaptacji: mangę, serię OVA, filmy pełnometrażowe.

## Bohaterowie
- D – członek rodu dhampirów. Syn króla wampirów i śmiertelnej kobiety, nienawidzi jednak swojej wampirzej natury i zostaje łowcą, likwidując na zlecenie kolejne wampiry. Ponieważ tylko w połowie jest wampirem, może przebywać przez pewien czas na słońcu. Mimo iż nie spożywa ludzkiej krwi, ciągle odczuwa głód krwi. Na lewej dłoni D znajduje się pasożyt – stworzenie potrafiące mówić, obdarzone magiczną mocą, często wyciągające głównego bohatera z różnych opresji.

## Powieści
Powieści z serii Vampire Hunter D były publikowane pierwotnie przez wydawnictwo Asahi Sonorama, jednakże w 2007 roku ogłosiło ono upadłość i zostało rozwiązane we wrześniu tegoż roku. Ponieważ wydawnictwo to było jednostką pomocniczą należącą w pełni do Asahi Shimbun, kolejne tomy były wydawane bezpośrednio przez Asahi Shimbun.

## Anime
Na podstawie powieści Kikuchiego powstały dwa filmy. Pierwszy film, powstały w 1985 roku, to osiemdziesięciominutowe OAV. Drugi film, powstał w 2000 roku przy współpracy z Amerykanami Vampire Hunter D: Żądza krwi.

## Manga
Manga na podstawie scenariusza Hideyukiego Kikuchi została zilustrowana przez Saiko Takaki. Kolejne tomiki wydawane były pod imprintem MF Comics przez wydawnictwo Media Factory.
| Nr | Data wydania (język japoński) | ISBN (język japoński)  |
| -- | ----------------------------- | ---------------------- |
| 1  | 14 listopada 2007             | ISBN 978-4-8401-1970-2 |
| 2  | 28 czerwca 2008               | ISBN 978-4-8401-2240-5 |
| 3  | 26 maja 2009                  | ISBN 978-4-8401-2571-0 |
| 4  | 21 listopada 2009             | ISBN 978-4-8401-2940-4 |
| 5  | 22 grudnia 2010               | ISBN 978-4-8401-3715-7 |
| 6  | 23 stycznia 2012              | ISBN 978-4-8401-4084-3 |
| 7  | 23 lipca 2013                 | ISBN 978-4-8401-5079-8 |
| 8  | 23 września 2014              | ISBN 978-4-04-066853-6 |